# Nana & Kaoru
Nana & Kaoru (jap. ナナとカオル Nana to Kaoru) ist eine erotische Mangaserie von Ryuta Amazume. Sie erschien von 2008 bis 2016 und wurde mehrfach fortgesetzt beziehungsweise mit Ablegern der Geschichte weitergeführt. Der Manga und die Ableger erzählen von einer SM-Beziehung zwischen einem Schüler und seiner Klassenkameradin.

## Inhalt
Der 17-jährige Oberschüler Kaoru Sugimura steht auf BDSM, hatte jedoch noch nie eine Freundin. Seine Fantasien träumt er an seiner Kindheitsfreundin aus der Nachbarschaft, Nana Chigusa, und kauft sogar Sexspielzeug dafür. Nana wiederum ist im Gegensatz zu Kaoru in der Schule erfolgreich und beliebt, aber es fehlt ihr an Entspannung in ihrer Freizeit. Durch Zufall kommt sie eines Tages an sein Sexspielzeug, findet Gefallen daran und scheint endlich die gesuchte Entspannung zu finden. So beginnen die beiden Teenager, ihre Vorlieben aneinander auszuprobieren.
In Black Label bereitet sich Nana in den Sommerferien auf die Uni-Aufnahmeprüfungen vor und trifft dabei auf die Eigentümerin eines Sexspielzeugladens, Tachibana. Kaoru wiederum macht Bekanntschaft mit Sarashina, dem Autor vieler SM-Bücher, die ihm als Inspiration dienten. Der lädt ihn ein, für ihn zu arbeiten. Da Sarashina seine Ideen an Tachibana ausprobiert, treffen sich so alle vier zufällig bei Sarashinas nächster Verabredung mit seinem Modell. Kaoru wird eingeladen mitzumachen und traut sich schließlich, während Nana zwar interessiert ist, aber auch eifersüchtig auf Tachibana und meint, dass Sarashina viel zu weit geht.

## Veröffentlichungen
Der Manga erschien von Dezember 2008 bis August 2016 im Magazin Young Animal beim Verlag Hakusensha. Dieser brachte die Kapitel auch gesammelt in 18 Bänden heraus. Der dritte Band gelangte mit 25.000 Verkäufen in einer Woche als erster in die Manga-Verkaufscharts, auf Platz 30. Am stärksten verkaufte sich Band 9 mit 55.000 Exemplaren in zwei Wochen.
Eine deutsche Übersetzung von Burkhard Höfler erschien von August 2010 bis Juni 2017 vollständig bei Planet Manga. Seit Juni 2024 erscheint im selben Verlag eine Neuauflage als Nana & Kaoru: Black Label Max in bisher zwei Bänden (Stand: Oktober 2024). Eine englische Fassung erschien bei Denpa und Fakku, eine französische bei Pika Édition und eine italienische bei Planet Manga.
Der erste Ableger erschien als Nana & Kaoru – N&K Black Label von 2010 bis 2014 im gleichen Magazin in Japan. Die Kapitel wurden auch in fünf Bänden gesammelt herausgegeben. Der zweite Band erreichte mit über 21.000 Verkäufen den 28. Platz der Manga-Verkaufscharts, der dritte Band kam mit über 18.000 verkauften Exemplaren auf Platz 46. Auf Deutsch erschien diese Serie von September 2012 bis März 2015, wieder bei Planet Manga. Der Verlag brachte die Serie auch auf Italienisch heraus.
Ein weiterer Ableger erschien von Oktober 2011 bis November 2013 unter dem Titel Nana Kao Pink Pure, nun im Young Animal Arashi und später gesammelt in einem Band. Dabei handelt es sich um einen Yonkoma-Strip-Manga. Schließlich folgte eine vierte Mangaserie unter dem Titel Nana to Kaoru - Kokosei no SM gokko, die 2019 im Magazin Harem startete. Sie wurde 2021 abgeschlossen und vom Verlag Hakusensha auch in fünf Sammelbänden veröffentlicht. Eine deutsche Fassung erschien von März bis Dezember 2023 bei Planet Manga als Nana & Kaoru: Das letzte Jahr.

## Verfilmungen
Zum Manga wurden zwei Realfilme produziert, bei denen Atsushi Shimizu Regie führte und die Drehbücher schrieb und Mitsuru Ohshima als Produzent fungierte. Rakuto Tochihara übernahm die Rolle als Kaoru, während Nana im ersten Film von Maho Nagase und im zweiten von Miku Aono verkörpert wird. Die Filme wurden in Kinos sowie per Streaming gezeigt unter den Titeln:
- Nana to Kaoru am 19. März 2011
- Nana to Kaoru: Chapter 2 am 8. September 2012

Darüber hinaus wurde eine Umsetzung als Anime in Form einer Original Video Animation veröffentlicht. Der 24 Minuten lange Kurzfilm entstand bei Studio AIC Plus+ unter der Regie und nach einem Drehbuch von Hideki Okamoto.